# Gregory J. Harbaugh
Gregory Jordan Harbaugh dit Greg Harbaugh est un astronaute américain né le 15 avril 1956.

## Vols réalisés
Il réalise 4 vols en tant que spécialiste de mission :
- 28 avril 1991 : Discovery STS-39
- 13 janvier 1993 : Endeavour STS-54
- 27 juin 1995 : Atlantis STS-71
- 11 février 1997 : Discovery STS-82